# Holoplatys borali
Holoplatys borali är en spindelart som beskrevs av Zabka 1991. Holoplatys borali ingår i släktet Holoplatys och familjen hoppspindlar. Inga underarter finns listade i Catalogue of Life.